# CAVET
CAVET - Consorzio Alta Velocità Emilia Toscana è il consorzio che si è occupato della progettazione e della costruzione della Ferrovia ad Alta Velocità Bologna-Firenze.

## Storia
Nasce nel 1991 formato da Cogefar Impresit 35%, Lodigiani (17%), Fiat Engineering (16%), Itinera (13.5%), Cooperativa Muratori e Cementisti (9.5%), Federici (5%), Consorzio Ravennate delle Cooperative di Produzione e Lavoro (4%).
Nello stesso anno Fiat sigla la convenzione con TAV S.p.A. per la progettazione e la realizzazione della linea ad alta velocità Bologna-Firenze. La casa automobilistica torinese affiderà a Cavet tali compiti.
Con il corso degli anni, Itinera dismetterà la sua partecipazione e nel capitale entrerà Tecnimont.
L'opera sarà consegnata nel dicembre 2009, con una stima dei costi pari a 5.20 miliardi di euro.
Ad oggi il consorzio è ancora esistente, detenuto al 75% circa da Webuild.